# SHOWTIME - Burning the BEAST
SHOWTIME - Burning the BEAST（韓語：쇼타임 - 버닝 더 비스트）是韩国MBC every1频道于2014年4月10日至2014年7月17日播出的真人秀节目，由男子组合BEAST担当主角。节目同第一季的EXO's SHOWTIME一样，包括回答粉丝们的问题，以及做各种任务。男子组合BEAST被选为第二季的主角。第3集MBLAQ李准特别出演。

## 演出成员
- 梁耀燮
- 尹斗俊
- 李起光
- 孫東雲
- 龍俊亨
- 張賢勝

## 播出列表
| 集数 | 播放日期      | 梗概                                                                                    |
| ---- | ------------- | --------------------------------------------------------------------------------------- |
| 1    | 2014年4月10日 | 6人去了对他们来说重要的地方，谈及了他们作为MC的经验，回答了选择题，并做了自白。         |
| 2    | 2014年5月8日  | 拜访参观了龍俊亨的新房子，并送来了贺礼。                                                |
| 3    | 2014年5月15日 | 每个人试着完成各自没信心或不感兴趣的事情。                                              |
| 4    | 2014年5月22日 | 他们在房间里记录了在日本的时侯遇到的很多小插曲，并录制了一首歌：《Will You Be Alright》 |
| 5    | 2014年5月29日 | 给了他们24小时时间做想做的任何事情。                                                    |
| 6    | 2014年6月5日  | 第五集的后半部分                                                                        |
| 7    | 2014年6月12日 | 邀请朋友来进行游戏并回答问题。                                                          |
| 8    | 2014年6月19日 | 完成任务。之后表演了一部分他们在新专辑歌曲的舞蹈。                                      |
| 9    | 2014年6月26日 | 他们得到了在济州岛度假，并进行游戏和完成任务。                                          |
| 10   | 2014年7月3日  | 度假的后半部分，之后单独活动。                                                          |
| 11   | 2014年7月10日 | 回答了100个问题，然后去了卡拉OK。                                                       |
| 12   | 2014年7月17日 | 他们回顾了在节目中所做的一切，并选择了他们想做的事。最后进行了一个任务，但没有完成。    |

## 系列节目
1. 《EXO's SHOWTIME》（2013－2014年）
2. 《SHOWTIME - Burning the BEAST》（2014年）
3. 《Apink's SHOWTIME》（2014年）
4. 《SISTAR'S SHOWTIME》（2015年）
5. 《EXID's SHOWTIME》（2015年）
6. 《SHOWTIME Infinite》（2015－2016年）
7. 《SHOWTIME MAMAMOO X GFRIEND》（2016年）